# 菲利佩什蒂德特爾格鄉
44°59′N 25°47′E / 44.983°N 25.783°E
菲利佩什蒂德特爾格鄉（羅馬尼亞語：Comuna Filipeștii de Târg, Prahova），是羅馬尼亞的鄉份，位於該國中南部，由普拉霍瓦縣負責管轄，面積35平方公里，海拔高度242米，2007年人口8,146，人口密度每平方公里231人。